# BAE Shyri (SS-101)
Le BAE Shyri (pennant number : SS-101) est un sous-marin de type 209/1300. Il a été construit pour la marine équatorienne au chantier naval Howaldtswerke-Deutsche Werft dans la ville de Kiel, en Allemagne. Il a reçu ce nom en l’honneur de la culture des Shyris, un peuple de la cordillère des Andes qui étaient considérés comme les seigneurs de cette chaîne de montagnes.

## Modernisation
Dans le cadre du plan de renforcement des forces armées équatoriennes, les deux sous-marins de type 209 de la marine équatorienne seront modernisés dans le chantier naval ASMAR à Talcahuano au Chili. Cela concerne le BAE Shyri et son sister-ship le BAE Huancavilca (SS-102) .
Le premier à être modernisé sera le BAE Shyri, car en 2003 il a subi un accident qui l’a laissé partiellement endommagé. Les travaux seront menés entre 2008 et 2012. En parallèle, un programme de formation aura lieu pour les équipages équatoriens dans les établissements de formation spécialisés de la marine chilienne à Talcahuano.
La modernisation de ces submersibles est l’un des plus importants contrats militaires attribués par l’Équateur ces dernières années. Il convient de noter qu’ASMAR a remporté le contrat en concurrence avec des chantiers navals du Brésil et d’Allemagne, ayant une plus grande capacité et expérience de la construction de sous-marins. La modernisation comprend la mise à niveau des systèmes de commande des machines (panneau de surveillance des diesel du fabricant chilien SISDEF), du système de navigation et de propulsion, ainsi que le remplacement des batteries et la révision des périscopes. Elle comprendra également une extension des capacités, conformément aux travaux effectués par ASMAR sur les sous-marins de classe 209 de la marine chilienne (Thompson et Simpson). L’extension des capacités de guerre comprendra l’intégration du système de commandement tactique SUBTICS du fabricant français Thales.
Le projet, appelé « Albacora », a été achevé en septembre 2014, pour un coût total de 125 millions de dollars